# Pages
Pages es una aplicación de procesador de textos y diagramación desarrollada por Apple Inc. como parte del set de productividad iWork (que también incluye Keynote y Numbers). Pages 1.0 fue anunciado a inicios de 2005 y empezó a venderse en febrero del mismo año. Pages 3 fue anunciado el 7 de agosto de 2007, solo para Mac OS X 10.4 Tiger, 10.5 Leopard y 10.6 Snow Leopard.